# Livendula aminias
Livendula aminias is een vlindersoort uit de familie van de prachtvlinders (Riodinidae), onderfamilie Riodininae.
Livendula aminias werd in 1863 beschreven door Hewitson.